# Брежани (село)
Брежа́ни (болг. Брежани) — село в Благоєвградській області Болгарії. Входить до складу громади Симитлі.

## Населення
За даними перепису населення 2011 року у селі проживали 790 осіб.
Національний склад населення села:
| Національність   | Кількість осіб | Відсоток |
| ---------------- | -------------- | -------- |
| болгари          | 735            | 98,4 %   |
| цигани           | 10             | 1,3 %    |
| Всього відповіли | 747            |          |

Розподіл населення за віком у 2011 році:
Динаміка населення: